# Gigaspermataceae
Gigaspermataceae es una familia de hongos basidiomicetos del orden Agaricales. Esta familia es monotípica, contiene 1 género y 2 especies. Descrita por el naturalista Jülich.